# Richard Conyers
Richard Conyers (1725–1786) est un ecclésiastique évangélique anglais et le compilateur de livres d'hymnes d'un précurseur des Olney Hymns ,. Il est connu en tant que curé de la paroisse de Helmsley dans les North Yorkshire Moors, une cure de villages dispersés .

## Jeunesse
Né à Lastingham, dans le Yorkshire, il est le fils de John Conyers (décédé en 1733) et de sa femme Ann Boulby (décédée en 1740), et est élevé par une grand-mère ; Wilson considère qu'il s'agit probablement de sa grand-mère paternelle Elizabeth Conyers, décédée vers 1748, veuve de Robert Conyers décédé en 1734. La propriété familiale à Helmsley passe d'Elizabeth à John (1723–1761), frère aîné de Richard, puis à Richard ,.
Formé à la Coxwold grammar school, Conyers s'inscrit au Jesus College de Cambridge en 1742, obtenant un baccalauréat en 1746 et une maîtrise en 1749. Il devient LL. D. en 1767. Une tradition dit qu'il était Senior Wrangler dans les Tripos de Cambridge ; l'année 1745 de sa graduation précède la période où ce titre est donné en public . Il est en tout cas placé au-dessus de son ami Henry Venn, au grand dam de ce dernier . À la sortie de l'université, il vit à Helmsley avec sa grand-mère Elizabeth Conyers .

## Curé de la paroisse du North Yorkshire
En 1747, Conyers est ordonné diacre, par Samuel Peploe, avec une promesse de la famille Duncombe de la nomination à une cure , après une tentative infructueuse d'être ordonné à Kirby Wiske l'année précédente . Résident à Helmsley, il aide à l'église là-bas . Conyers est ordonné prêtre par Matthew Hutton en 1755 et est nommé à Kirby Overcarr, également connu sous le nom de Kirby Misperton, comme vicaire ,,.

### Premières années à Helmsley
La paroisse de Helmsley, notée au XIXe siècle comme l'une des plus grandes d'Angleterre, fait 16 miles du nord au sud. Elle comprend Bilsdale au nord et Harome un peu à l'est de la ville de Helmsley ; également Laskill, Pockley, Rievaulx et Sproxton . Au départ, Conyers occupe également la cure de Kirkdale, une vallée à l'est au-delà de Kirby Misperton, mais demande à en être relevé en 1763 .
La vallée de Pickering, au sud de Helmsley, est connue pour ses tisserands de lin . La fabrication de lin et de linsey-woolsey est une occupation locale prédominante, le lin étant apporté par un cheval de bât de Kingston upon Hull, au cours du XVIIIe siècle . Le fil de lin à l'époque est filé à Helmsley, à la main; la filature est mécanisée au début du XIXe siècle .
Conyers devient recteur de l'église de Tous les Saints, Helmsley en 1756, après la mort du révérend Francis Hodgson en 1755, et également recteur de Kirby Misperton en 1763, présenté par Thomas Duncombe II ,. Roger Bentley, un homme de la région qui a fréquenté le Jesus College de Cambridge, devient curé de Conyers à Helmsley à partir de 1756 environ. Il est ordonné prêtre en 1760 . En 1759, il devient le beau-frère de Conyers, épousant sa sœur cadette Ellen .
Conyers s'occupe d'abord de l'éducation (il enseigne lui-même les mathématiques) et du catéchisme . Un lycée fondé au milieu du XVIIe siècle a été soutenu par la famille Duncombe; mais Hodgson en 1743 rapporte à son archevêque qu'il n'y a pas de dotation ou autre financement pour une école .

### Prédicateur évangélique
C'est en 1758 que Conyers connait une conversion évangélique. Deux changements considérés comme significatifs dans le récit de cette conversion sont son détournement d'un auteur anti-trinitaire et son adoption de la prédication impromptue, plutôt que de parler à partir d'un texte . Cette année-là, il rejoint le Society for Promoting Christian Knowledge . Pendant une courte période, à partir de 1761, il sert comme aumônier de la marine  et est aumônier domestique de Richard Terrick de 1763 à 1770 .
Conyers tient des services quotidiens du matin à Helmsley; et des réunions les soirs de semaine à Beadlam. Kirby Misperton, bien qu'ayant une bonne population, a un seul service le dimanche ,. Conyers y a un vicaire résident, qui est également recteur de Normanby . Organisant un service de communion mensuel à Helmsley, au cours duquel une collecte est effectuée, avec une fréquentation régulière (c'est-à-dire trimestrielle) de 450 personnes, Conyers peut financer des places à l'école pour 40 enfants ,.
Robert Hay Drummond, son archevêque, exprime clairement son aversion pour la prédication de Conyers en 1764, une opinion formée après avoir entendu un sermon de visite à Malton, disant "Si vous inculquiez la moralité de Socrate, cela ferait plus de bien que de cancaner sur la nouvelle naissance ". Mais Conyers est favorisé par William Legge (2e comte de Dartmouth) ,,. La famille Duncombe restaure la chapelle de Sproxton, juste au sud de Helmsley, en 1765 .
À partir de 1766, Conyers agrandit le bâtiment de Bondgate, Helmsley, qui reste le presbytère jusqu'en 1940 . En 1767, il est prédicateur itinérant dans le Yorkshire, pour Selina, comtesse de Huntingdon, et en 1768 avec George Whitefield . Il n'est pas, contrairement à Whitefield, un prédicateur dans des réunions en plein air, mais on pense qu'il a quelque peu enfreint les démarcations, par exemple à Bilsdale . Ayant fait construire une chapelle privée à côté du presbytère, Conyers y effectue des études et des cultes, d'une manière qui est comparée à John Berridge et William Bromley Cadogan  ou encore à William Grimshaw à Haworth .
D'un point de vue wesleyen, Conyers est un revivaliste, qui avant la conversion tend vers le socinianisme, mais penche ensuite dans la direction calviniste ; il prépare localement le terrain pour une chapelle méthodiste ,. George Cussons, l'ébéniste et chroniqueur d'Ampleforth, est un méthodiste de 1760 et un ami proche . Quelques années après que Conyers ait quitté Helmsley, la région est l'une de celles qui pétitionne contre la loi de 1778 sur les papistes . Son successeur comme curé est John Clement, vicaire de Helmsley de 1776 à 1805 .
Il y a à cette époque un groupe identifiable d'évangéliques du Yorkshire, qui comprend également Miles Atkinson et Henry Venn . Conyers appartient également à un cercle autour de The Gospel Magazine, comprenant John Berridge, Thomas Haweis, Martin Madan et John Newton .

## À Deptford
En 1775, Conyers est amené à St Paul's, Deptford, au sud de Londres, par John Thornton, son beau-frère, à la mort de James Bate . Cornelius Bayley y est vicaire.
Conyers acquiert une réputation de conseiller spirituel et convertit des dépendances à Deptford pour poursuivre son modèle d'étude religieuse construit dans sa chapelle Helmsley. Il donne des conférences quatre soirs par semaine. Il fréquente des évangéliques dont George Pattrick, William Romaine et Henry Venn ,,. Les mémoires de Basil Woodd de 1784 sur sa mère Hannah sont sous la forme d'une lettre à Conyers .
La prédication, en revanche, est alors problématique pour Conyers, malgré sa réputation, pour les autres membres du clergé et le grand public. Il refuse une invitation de John Thomas, son évêque, à prêcher dans une autre église. Il le fait une seule fois, à St Mary the Virgin, Stone, Kent, près de Dartford, pour une visite archidiaconale, à ses frais. Il est essoufflé et s'évanouit .
Conyers est décédé le 23 avril 1786. Son sermon funéraire est prêché le 7 mai par John Newton et il est enterré dans le cimetière paroissial de St Paul's, Deptford ,,. Un sermon antérieur est prêché par Thomas Scott, au London Lock Hospital le 30 avril . Son successeur est John Eaton (mort en 1806), recteur de Fairstead (Essex).

## Œuvres
Les opérations du Saint-Esprit considérées, dans un sermon (1764)  est la forme publiée du sermon de visite de Conyers, auquel son archevêque s'est opposé.
En 1767, Conyers publie A Collection of Psalms and Hymns from Various Authors. À cette époque, un certain nombre d'évangéliques au sein de l'Église d'Angleterre compilent des livres d'hymnes, et Conyers assemble les siens pour remplacer l'utilisation de psaumes métriques et de paraphrases chantées par sa propre congrégation ,,.
La Collection tire une grande partie de son matériel de l'œuvre similaire de Martin Madan de 1760. Les ajouts comprennent des hymnes de William Cowper et John Newton . Newton lui-même utilise le livre pour son "parler sur un hymne" dans les services . Une 14e édition parait en 1841 . Il s'avère influent, les baptistes en particulier adoptant des hymnes de la Collection, ainsi que de la Sélection de John Rippon, à ajouter au répertoire transmis par Isaac Watts .
L' hymne "Helmsley" porte le nom de la paroisse du Yorkshire, le titre ayant été donné par Madan dans sa Collection, édition de 1769 .

## Famille
En 1765, Conyers épouse Jane Thornton, une veuve précédemment mariée en 1735 au marchand Nathaniel Knipe, et la sœur de John Thornton. Elle meurt en 1774 et ils n'ont pas d'enfants ,. Une inscription monumentale à Jane Conyers est placée à l'extérieur de l'église de Helmsley.

## Biographes
- James Illingworth, le dernier des curés de Conyers à Helmsley, qui a laissé une vie manuscrite de Conyers, datée d'environ 1790[67].
- L'auteur des mémoires manuscrites de Conyers, éditées par Quentin Harcourt Wilson, avec l'attribution provisoire à Humphrey Sandwith II (1746–1809), grand-père de Humphry Sandwith IV (1822–1881). Des preuves internes montrent qu'il a été écrit dans la période 1790–4[68].

Le Mémoire de M. George Cussons, édité à partir du journal de Cussons pendant une période de plus de 50 ans, contient des lettres de Conyers .